# Phymatolithon lenormandii
Espèce
Phymatolithon lenormandii (ou l’Algue encroûtante rouge de Lenormand) est une espèce d'algues rouges de la famille des Corallinaceae et de la sous-famille des Melobesioideae.